# Leszek Kosedowski
Leszek Marian Kosedowski est un boxeur polonais né le 25 mai 1954 à Środa Śląska.

## Carrière
Il participe aux Jeux olympiques d'été de 1976 en combattant dans la catégorie des poids plumes et remporte la médaille de bronze.

### Parcours auxJeux olympiques
Jeux olympiques d'été de 1976 à Montréal (poids plumes) :
- Bat Cornelius Boza Edwards (Ouganda) par forfait
- Bat Camille Huard (Canada) 5-0
- Bat Bratislav Ristić (Yougoslavie) 5-0
- Perd contre Richard Nowakowski (RDA) 0-5

## Référence
1. ↑  (en) Résultats des Jeux olympiques 1976 (amateur-boxing.strefa.pl)